# Warren Ellis

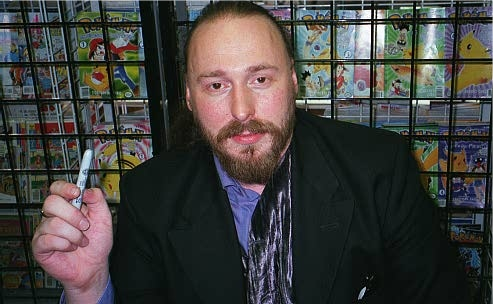
Warren Ellis

Warren Ellis (16 de febrer de 1968, Essex, Anglaterra) és un guionista de còmics, però també ha escrit novel·les, ha col·laborat en videojocs i creat guions per a televisió. En general, la carrera d'Ellis s'ha mogut entre el corrent principal del còmic de superherois i la creació de petites sèries limitades d'històries independents, amb el primer (i l'últim) que li passa pel cap, però sempre amb la crítica, la sàtira i la ciència-ficció com a grans protagonistes. La seva especialitat és la mescla de crítica sociocultural, tecnologia i ciència-ficció.